# Девятая поправка к Конституции США

Официальный текст Билля о правах

Девятая поправка к Конституции США гласит: «Перечисление в Конституции определённых прав не должно толковаться как отрицание или умаление других прав, сохраняемых народом». Является частью Билля о правах.
Данная поправка явным образом указывает на то, что список прав, перечисленных в Конституции, не является исчерпывающим. Права, установленные в других источниках, сохраняют свою силу вне зависимости от того, упомянуты ли они в Основном законе.
Как и другие поправки, составляющие Билль о правах, она была внесена в конгресс 5 сентября 1789 года и ратифицирована необходимым количеством штатов 15 декабря 1791 года.

## Текст
Перечисление в Конституции определенных прав не должно толковаться как отрицание или умаление других прав, сохраняемых народом.

## Решения Верховного суда о толковании поправки
- Грисвольд против Коннектикута
- Роу против Уэйда